# 女ぎつねon the Run
「女ぎつね on the Run」（めぎつねオン・ザ・ラン）は、BARBEE BOYSが1987年4月1日にリリースした7枚目のシングル。

## 制作

### 女ぎつね on the Run
アサヒビール飲料『三ツ矢フルーツ』のイメージソングとして制作され、CMの出演女性タレントである白島靖代がロードワークしながらシャドーボクシングするというイメージフィルムを最初に観た時に「“女ぎつね”だな」と直感し歌詞を作ったが、「女ぎつね」というフレーズが淫靡なイメージととられ「これから売り出そうとしているタレントにそれは無いだろう」といったクレームが付けられたためCMでは「子ぎつね」と変更された。そのCMのオンエア回数が多く反響もあったため、レコード会社からシングル曲にしようという依頼があり、リリースに至った。

### ショート寸前
前年にリリースされたアルバム『3rd BREAK』のシングルカットで、OVA『TO-Y』の挿入歌として使用され、コンピレーション・アルバム『TO-Y Original Image Album』にも収録されている。

## シングルジャケット
この作品から「ごめんなさい」までシングルは、ペーパー・スリーブジャケット仕様となっている。

## テレビ番組での披露
2008年4月21日、一夜限りの復活で出演したフジテレビ系『SMAP×SMAP名曲歌謡祭』にて披露された。
2010年1月29日、テレビ朝日系『MUSIC STATION』へ20年ぶりに出演した時にも披露された。

## 記録
オリコンチャート最高位は28位だったが12週にわたり100位以内にランクインした。

## 収録曲
| 全作曲: いまみちともたか、全編曲: BARBEE BOYS。 |                         |                        |                  |      |
| #                                               | タイトル                | 作詞                   | 作曲・編曲       | 時間 |
| 1.                                              | 「女ぎつね on the Run」 | いまみちともたか       | いまみちともたか | 5:03 |
| 2.                                              | 「ショート寸前」        | いまみちともたか・杏子 | いまみちともたか | 4:07 |
| 合計時間:                                       | 合計時間:               | 合計時間:              | 9:10             |      |

## 収録アルバム
| 曲名                | 収録作品                                          | 発売日        | 備考                                                      |
| ------------------- | ------------------------------------------------- | ------------- | --------------------------------------------------------- |
| 女ぎつね on the Run | 『LISTEN! BARBEE BOYS 4』                         | 1987年9月9日  | 『Original“Big Bowl”Version』として収録                   |
| 女ぎつね on the Run | 『BARBEE BOYS』                                   | 1992年10月1日 | 『Original“Big Bowl”Version』として収録（ノンクレジット） |
| 女ぎつね on the Run | 『STAR BOX』                                      | 1999年1月30日 | 『Original“Big Bowl”Version』として収録（ノンクレジット） |
| 女ぎつね on the Run | 『STAR BOX EXTRA BARBEE BOYS』                    | 2001年12月5日 |                                                           |
| 女ぎつね on the Run | 『THE LEGEND BARBEE BOYS GOLDEN 80'S COLLECTION』 | 2003年1月1日  |                                                           |
| 女ぎつね on the Run | 『蜂 -BARBEE BOYS Complete Single Collection-』   | 2007年4月25日 |                                                           |
| ショート寸前        | 『3rd BREAK』                                     | 1986年10月5日 |                                                           |
| ショート寸前        | 『TO-Y Original Image Album』                     | 1987年10月1日 | OVA『TO-Y』のコンピレーション・アルバム                   |
| ショート寸前        | 『B7』                                            | 1992年1月18日 |                                                           |
| ショート寸前        | 『BARBEE BOYS』                                   | 1992年10月1日 |                                                           |
| ショート寸前        | 『STAR BOX』                                      | 1999年1月30日 |                                                           |
| ショート寸前        | 『STAR BOX EXTRA BARBEE BOYS』                    | 2001年12月5日 |                                                           |
| ショート寸前        | 『蜂 -BARBEE BOYS Complete Single Collection-』   | 2007年4月25日 |                                                           |

## メディアでの使用
| # | 曲名                    | タイアップ                     | 出典  |
| - | ----------------------- | ------------------------------ | ----- |
| 1 | 「女ぎつね on the Run」 | 三ツ矢フルーツ・イメージソング | [ 2 ] |
| 2 | 「ショート寸前」        | OVA『TO-Y』挿入歌              | [ 3 ] |